# Raquetbol en los Juegos Mundiales de 2022
El Raquetbol en los Juegos Mundiales de 2022 es uno de los deportes que forman parte de los Juegos Mundiales de 2022 celebrados en Birmingham, Alabama durante el mes de julio de 2022, y se llevó a cabo en la Universidad de Alabama en Birmingham. El raquetbol regresa al programa oficial de los Juegos Mundiales tras nueve años de ausencia.

## Participantes
- Argentina (2)
- Bolivia (2)
- Canadá (2)
- Chile (1)
- Colombia (2)
- Costa Rica (2)
- República Dominicana (1)
- Ecuador (2)
- Guatemala (3)
- Irlanda (4)
- Japón (1)
- México (4)
- Corea del Sur (2)
- Estados Unidos (4)

## Resultados
| Evento    | Oro            | Plata                 | Bronce           |
| --------- | -------------- | --------------------- | ---------------- |
| Masculino | Andrés Acuña   | Rodrigo Montoya       | Andree Parrilla  |
| Femenino  | Paola Longoria | Ana Gabriela Martinez | Angélica Barrios |

## Medallero
| Rank               | País               | Oro | Plata | Bronce | Total |
| ------------------ | ------------------ | --- | ----- | ------ | ----- |
| 1                  | México             | 1   | 1     | 1      | 3     |
| 2                  | Costa Rica         | 1   | 0     | 0      | 1     |
| 3                  | Guatemala          | 0   | 1     | 0      | 1     |
| 4                  | Bolivia            | 0   | 0     | 1      | 1     |
| Totales (4 países) | Totales (4 países) | 2   | 2     | 2      | 6     |